# روابط تاجیکستان و ترکیه
روابط تاجیکستان و ترکیه (تاجیکی: Муносибатҳои Тоҷикистон бо Туркия؛ ترکی استانبولی: Tacikistan-Türkiye ilişkileri) دوستانه و مشترک هستند و با زیربنای حقوقی بیش از ۳۰ پیمان و پروتکل که از سال ۱۹۹۱ بین دو کشور به امضا رسیده‌است، مورد تأکید قرار گرفته‌اند.

## روابط امروزی
ترکیه در ۱۶ دسامبر ۱۹۹۱ استقلال تاجیکستان را به رسمیت شناخت و در ۲۹ ژانویه ۱۹۹۲ روابط دیپلماتیک برقرار کرد. سفارت ترکیه در دوشنبه در ۴ اوت ۱۹۹۲ و سفارت تاجیکستان در آنکارا در ۱۶ اکتبر ۱۹۹۵ افتتاح شد.
روابط ترکیه با تاجیکستان در چارچوب روابط با سایر جمهوری‌های آسیای میانه در نظر گرفته می‌شود اما به دلیل جنگ داخلی تاجیکستان میان سالهای ۱۹۹۲ و ۱۹۹۷ با سرعت کمتری توسعه یافت. در این دوره سفارت ترکیه در دوشنبه تنها نمایندگی دیپلماتیک بود که بازماند و سفر نخست‌وزیر ترکیه سلیمان دمیرل تنها سفر سطح بالا به تاجیکستان بود.
رئیس‌جمهور تاجیکستان ، امام‌علی رحمان از ۱۹ تا ۲۲ ژانویه ۲۰۰۶ دیدار رسمی از ترکیه داشت.

### سفر ریاست جمهوری ترکیه به دوشنبه
عبدالله گل رئیس‌جمهور ترکیه در ۲۹ ژوئن ۲۰۰۹ برای یک دیدار رسمی به دوشنبه رفت و در آنجا با رحمان رئیس‌جمهور تاجیکستان دیدار کرد و در مورد روابط دو جانبه گفتگو کرد و گل بار دیگر موضع مشترک دو کشور را در مورد "تروریسم، جنبش‌های افراطی، مهاجرت غیرقانونی، قاچاق مواد مخدر و اسلحه، جنایات سازمان یافته و گسترش سلاح‌های کشتار جمعی " بیان کرد. پیش از تمرکز بر افغانستان (همان‌طور که در سفر قبلی خود به قرقیزستان انجام داده بود) با بیان اینکه" ثبات و صلح افغانستان برای آسیای میانه و بقیه جهان بسیار مهم است". تاجیکستان که یک مرز زمینی ۱۴۰۰ کیلومتری با افغانستان مشترک دارد، همیشه نقش سازنده ای در این زمینه داشته‌است. "